# Mikołaj Jazdon
Mikołaj Sebastian Jazdon (ur. 15 lutego 1971 w Poznaniu) – polski filmoznawca, profesor Uniwersytetu im. Adama Mickiewicza (UAM) w Poznaniu, dr hab., wykładowca w Katedrze Filmu Telewizji i Nowych Mediów UAM.

## Życiorys
Odbył studia anglistyczne na Wydziale Neofilologii UAM w Poznaniu w 1990-1996, a także studia polonistyczne latach 1992–1997 na Wydziale Filologii Polskiej UAM w Poznaniu oraz studia doktoranckie na Wydziale Filologii Polskiej i Klasycznej UAM w Poznaniu. W roku 2000 uzyskał stopień naukowy doktora na podstawie dysertacji Twórczość dokumentalna Krzysztofa Kieślowskiego. W roku 2010 habilitował się na podstawie książki Kino dokumentalne Kazimierza Karabasza. Od 2012 jest profesorem w Katedrze Filmu, Telewizji i Nowych Mediów UAM w Poznaniu.
W latach 1993–1999 zrealizował 13 filmów w Amatorskim Klubie Filmowym „AWA” w Poznaniu, wśród nich wielokrotnie nagradzane filmy dokumentalne: Ostatnie spotkanie z Krzysztofem Kieślowskim (1996), Polonistka (1997), Autograf (1999).
Żonaty: żona Joanna, córka Agnieszka.

## Działalność
- W roku 1998 założył Klub Krótkiego Kina (cotygodniowe projekcje filmowe połączone ze spotkaniami autorskimi) prezentujący klasykę filmu krótkometrażowego w CK „Zamek” w Poznaniu[1]
- 2001: dyrektor artystyczny (do dzisiaj) Międzynarodowego Festiwalu Filmowego Off Cinema w Poznaniu
- 2008: współscenarzysta, konsultant i prowadzący wywiady do 12 odcinków telewizyjnej serii Sztuka dokumentu

## Otrzymane nagrody i wyróżnienia
- 1997 i 2000 – dwukrotnie przyznane stypendium przez Kapitułę Nagrody Artystycznej Miasta Poznania dla młodych twórców poznańskiego środowiska artystycznego w dziedzinie filmu
- 2001 – Nagroda Prezesa Rady Ministrów za pracę doktorską
- 2001 – praca przy realizacji zdjęć na wystawę Pamiętanie poświęconej historii Żydów w Warszawie, otwartej w Synagodze Nożyków
- 2001 – laureat Medalu Młodej Sztuki przyznanej przez Oficynę Wydawniczą „Głos Wielkopolski” za cykl autorskich prezentacji filmowych w Klubie Krótkiego Kina
- 2003 – laureat nagrody II stopnia przyznanej przez Rektora UAM
- 2010 – wyróżnienie dla najlepszej książki naukowej podczas XIV Poznańskich Dni Książki Naukowej za Kino dokumentalne Kazimierza Karabasza
- 2011 – laureat nagrody II stopnia przyznanej przez Rektora UAM

## Publikacje (wybór)
Jest autorem licznych publikacji i artykułów. Opublikował między innymi:
- Dokumenty Kieślowskiego, Poznań 2002.
- Polskie kino niezależne, red. Poznań 2005
- Kino dokumentalne Kazimierza Karabasza, Poznań 2009[3]